# Zálesíita
Zálesíita es un mineral raro, compuesto de arseniato de cobre, calcio e itrio y que cristaliza en el sistema hexagonal. Fue descubierto en el yacimiento de uranio Zàlesí, Moravia, República Checa y descrito en 1999 por J. Sejkora, T. Rídkošil y V. Šrein.

## Composición química
Es un arseniato básico trihidratado de cobre calcio e Itrio, de fórmula (Ca,Y)Cu6[(OH)6|(HAsO4, AsO4)|(AsO4)] · 3H2O. Es un mineral análogo en estructura a la mixita y a la agardita, en especial a la Agardita-(Y), con la cual difiere solo en la proporción de tierras raras. Su composición aproximada es:
- Calcio 3.19 %
- Itrio 1.77 %
- Cobre 37.94 %
- Arsénico 22.37 %
- Hidrógeno 1.30 %
- Oxígeno 33.43 %

## Propiedades físicas y cristalografía
Es un mineral que cristaliza en el sistema hexagonal, dipiramidal, que se encuentra en agregados fibrosos radiales o masivos. Color: verde claro a celeste verdoso; Raya: blanca verdosa; Dureza: 2 - 3; Brillo: sedoso.

## Génesis y Paragénesis
Es un mineral de génesis secundaria, que se origina en la zona de oxidación de los yacimientos de cobre y uranio. Aparece asociado a pseudomalaquita, olivenita, cornwallita y otros arseniatos y fosfatos de cobre, uranio y tierras raras.

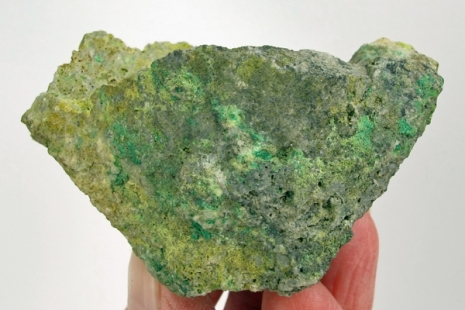
Zálesíit-Handstück de Typlokalität Zálesí (tamaño: 8,0 × 5,3 × 4,6 cm)
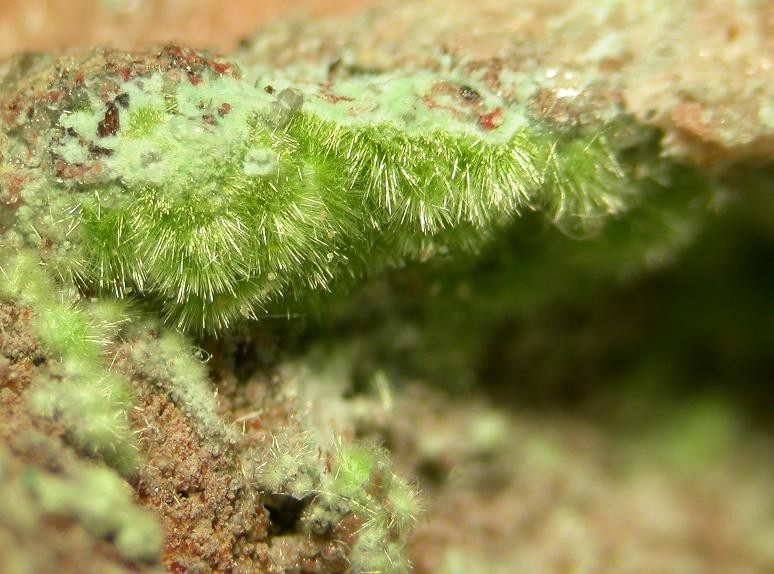
Ejemplar de mina Tucumana, Inca de Oro,  Región de Atacama, Chile (tamaño 4 mm)
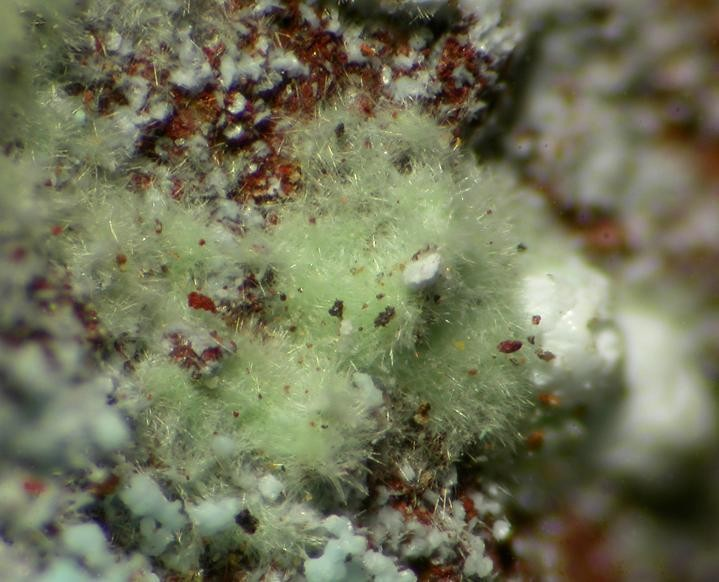
Ejemplar de mina Serpieri, Agios Konstantinos, Lavrio, Grecia (tamaño 3 mm)
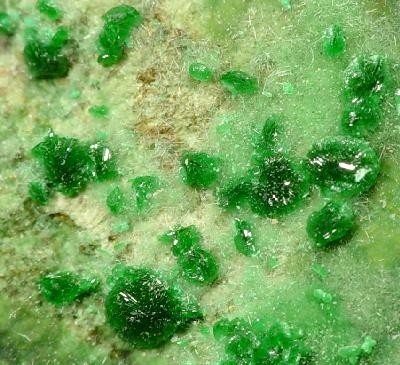
Philipsburgit (dunkelgrün) auf Zálesíit (hellgrün) de la mina Gold Hill, Gold Hill, condado de Tooele (Utah, USA)